# Wolff (Orgelbauer)
Wolff und Wulff war der Name von Orgelbauern in Preußen im 17. und 18. Jahrhundert.

## Orgelbauer
Johann Georg Wulff und Johann Wolff
1673 wurde erstmals ein Orgelbauer Wolff erwähnt, 1677 ein Johann Georg Wolff aus Danzig. Dieser baute eine große Chororgel im Kloster Pelplin, deren Prospekt bis heute erhalten ist.
1703 hatte ein Johann Wulff eine Werkstatt in Wormditt. Dieser starb am 30. April 1726 in Wormditt. Ob beide dieselbe Person sind, ist unsicher.
Georg Wolff
Georg Wolff wurde um 1706 geboren. Er wurde 1729 und 1735 genannt. Am 8. Juni 1751 starb er in Wormditt im Alter von 45 Jahren.
Johann Wilhelm Wulff
Johann Wilhelm Wulff wurde um 1735 geboren und arbeitete 1750 bei Andreas Hildebrandt in Danzig. 1758 kam dieser in das Zisterzienserkloster Oliva und baute dort 1660 die Chororgel um. Der Abt schickte ihn darauf auf eine größere Reise, wo er sich bedeutende Orgeln seiner Zeit ansehen sollte. Wulff war wahrscheinlich unter anderen in den Klöstern Schwäbisch Weingarten, Ochsenfurt und Ottobeuren in Süddeutschland. Am 21. Januar 1763 wurde er in Oliva als Pater Michael zum Mönch geweiht und begann im selben Jahr mit dem Bau der großen Orgel, die alle anderen Bauten seiner Zeit übertreffen sollte. 1776 wurde er zum Priester geweiht. 1788 brach der Bau der Orgel aus unbekannten Gründen ab, von 1790 bis 1793 wurde er dann von Friedrich Rudolf Dalitz vollendet. Pater Michael starb am 11. März 1807.

## Werke (Auswahl)
Von Orgelbauern Wolff und Wulff sind 14 Neubauten, 4 Reparaturen, 1 Umbau und ein Reparatur-Voranschlag bekannt. Teile der Orgeln in Krosno (Krossen) und Oliva sind erhalten, ebenso der Prospekt in Pelplin. Alle anderen Orgeln wurden später durch Neubauten ersetzt.
| Jahr      | Erbauer              | Ort                   | Gebäude            | Bild | Manuale | Register | Bemerkungen |
| --------- | -------------------- | --------------------- | ------------------ | ---- | ------- | -------- | --- |
| 1677      | Johann Georg Wolff   | Pelplin               | Klosterkirche      |      | III/P   | ca. 45   | Chororgel, Prospekt erhalten, 2003 Rekonstruktion durch Mollin (III/P, 42) → Orgel |
| um 1680   | ??                   | Oliva ?               | Klosterkirche      |      |         |          | Chororgel, Vermutung, möglich könnte auch Mosengels Werkstatt der Erbauer sein |
| 1694      | Wulff                | Groß Bössau (Biesowo) | Kirche             |      |         |          | |
| 1703      | Johann Wulff         | Gallingen (Galiny)    | Kirche             |      |         |          | |
| vor 1715  | Wolff                | Heilsberg (Lidzbark)  | Katholische Kirche |      |         |          | |
| um 1720   | Wolff                | Allenstein            | St. Jacobi         |      |         |          | Chororgel |
| ?         | Wolff                | Allenstein            | St. Jacobi         |      |         |          | große Orgel |
| 1729–1731 | Georgius Wolff       | Krossen (Krosno)      | Wallfahrtskirche   |      | II      | 15       | ohne Pedal, 9 Register mit 505 Pfeifen und 6 Register mit 337 Pfeifen, im 19. Jhd. (um 1843?) durch Johann Rohn erweitert auf II/P, 23, 1945 beschädigt und Metallpfeifen geplündert, 1957 Wiederherstellung, 2000 Restaurierung. |
| 1735      | Georg Wolff          | Noßberg               | Kirche             |      |         |          | |
| 1740      | Wolff                | Wormditt (Orneta)     | Kirche             |      |         |          | |
| 1763–1788 | Johann Wilhelm Wulff | Oliva (Oliwa)         | Klosterkirche      |      | III/P   | 81       | Prospekt und Teile der Orgel erhalten, größter erhaltener Barockprospekt → Orgel |